# Billy Jenkins (Musiker)

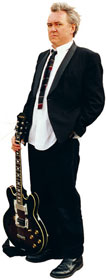
Billy Jenkins

Billy Jenkins (* 5. Juli 1956 in Bromley, Kent) ist ein britischer Gitarrist und Komponist des Fusionjazz.

## Leben und Wirken
In seiner Jugend sang er in Chören, die in der St Paul’s Cathedral und der Westminster Abbey zu hören waren. Zwischen 1972 und 1977 war er Mitglied der Artrock-Band Burlesque. 1979 gründete er das Comedy-Duo Trimmer & Jenkins, um dann bei Ginger Bakers Nutters zu spielen. Mit seiner eigenen Formation Voice of God Collective, die von 1981 bis 1997 bestand, trat er international auf Festivals und in Clubs auf; zu der Band gehörten zeitweise Iain Ballamy, Django Bates, Steve Watts oder Ashley Slater. In den 1990er Jahren trat er auch mit den Fun Horns um Volker Schlott und Jörg Huke auf. Unter dem Namen BIg Fights! improvisierte er mit Roberto Bellatalla, Elton Dean, Steve Noble, Steve Argüelles, Lol Coxhill, Paul Rutherford, Steve Beresford, Claude Deppa, John Edwards, Jim Dvorak und Simon Picard. 1995 gründete er sein Blues Collective.
Er verfasste mehr als 350 Kompositionen, teilweise für skurrile Besetzungen wie für sechs Gitarren oder für ein halbes Dutzend Schlagzeugsets. Von der Royal Academy of Music wurde er zu Gastvorlesungen eingeladen. Auf Resonance 104.4FM stellte er in einer eigenen Radiosendung Improvisationsmusiker vor.
Er hat den Ruf eines „Monty Python des Jazz“ (Wolf Kampmann).

## Diskographische Hinweise
- Sounds Like Bromley (1981)
- Uncommerciality Vol. 1 (1986)
- Suburbia (2000)

## Lexigraphische Einträge
- Wolf Kampmann (Hrsg.), unter Mitarbeit von Ekkehard Jost: Reclams Jazzlexikon. Reclam, Stuttgart 2003, ISBN 3-15-010528-5.